# Jean-Jacques Blaise d'Abbadie
Pour les articles homonymes, voir Abbadie.
Jean-Jacques Blaise d’Abbadie (1726-1765), fut un gouverneur de la Louisiane française.

## Biographie
Jean-Jacques Blaise d’Abbadie est né dans le Béarn, à Audaux près de Navarrenx le 4 février 1726. Il est nommé gouverneur de la Louisiane française le 29 juin 1763 en remplacement de son prédécesseur Louis Billouart de Kerlerec.
Dès l'année suivante, d'Abbadie accueille les premières familles d'origine française chassées d'Acadie par les Britanniques lors de la déportation des Acadiens.
En octobre 1764, d'Abbadie publie une lettre, signée par le roi de France Louis XV et de son ministre, le duc de Choiseul, daté du 21 avril 1764, dans laquelle le gouverneur est informé de la cession de la Louisiane française à l'Espagne par un traité secret en annexe du Traité de Fontainebleau de 1762. La missive officielle lui ordonne de livrer aux représentants espagnols, qui se présenteront à La Nouvelle-Orléans, le commandement et l'autorité légale du territoire louisianais. La lettre royale lui commande de prendre conctact avec tous les officiers, soldats, et employés qui voudraient quitter la Louisiane sous future domination espagnole pour les rediriger vers d'autres colonies françaises.
D’Abbadie accorda un monopole de plusieurs années de la traite des fourrures avec les indiens en Haute-Louisiane au négociant français Pierre Laclède et son beau-fils René-Auguste Chouteau, qui furent aussi tous deux à l’origine de la fondation de la ville de Saint-Louis (Missouri). Il fut critiqué pour cela par certains des négociants de la Nouvelle Orléans.
En février 1765, Jean-Jacques Blaise d’Abbadie meurt à La Nouvelle-Orléans, à l'âge de 39 ans, avant de voir ce territoire passer sous la férule espagnole. Il est remplacé par le dernier gouverneur français de la Louisiane, Charles Philippe Aubry.